# Nena (hudební skupina)
Nena byla německá kapela hrající žánr Neue Deutsche Welle. V letech 1983 a 1984 se jejich píseň „99 Luftballons“ (a její anglická verze „99 Red Balloons“) dostala na první místo v žebříčcích singlů v zemích po celém světě.

## Historie

### Vznik a vzestup
Kapela vznikla v roce 1982, kdy zpěvačka Gabriele Kerner (Nena) přišla do Západního Berlína s bubeníkem Rolfem Brendelem, jejím tehdejším přítelem. Tam shromáždili ostatní členy kapely, která získala svůj název podle přezdívky zpěvačky (španělsky „malá holčička“), kterou Gabriele Kerner získala jako batole během rodinné dovolené ve Španělsku.
Členové skupiny složili a napsali všechny své písně sami, obvykle pracovali ve dvojicích. V Německu se přes noc stali senzací, když v srpnu 1982 předvedli svůj debutový singl „Nur geträumt“ v německé televizi, přičemž sama Nena měla na sobě výraznou krátkou červenou minisukni. Singl se dostal na 2. místo v německé hitparádě, na pozici, kterou zastával 6 týdnů, a také se vyšplhal vysoko v rakouských, belgických, nizozemských a švýcarských hitparádách. Počátkem roku 1983 následující singl „99 Luftballons“ strávil dalších 7 týdnů na druhém místě, než se konečně dostal na první místo, což je pozice, na kterou debutové album odpovídalo.
V době, kdy kapela v lednu 1984 vydala v Německu své druhé album ? (Fragezeichen), píseň „99 Luftballons“ začala stoupat v americké hitparádě, kde dosáhla čísla 2 a stala se jednou z nejúspěšnějších skladeb v neanglickém jazyce v historii amerického žebříčku Billboard. S anglickou verzí písně („99 Red Balloons“), která dosáhla prvního místa v žebříčku ve Velké Británii, se skupina stala mezinárodně známou a v roce 1984 koncertovala a vystupovala v televizi ve Skandinávii, Velké Británii, Španělsku a Francii. Skupina rovněž absolvovala 7denní turné po Japonsku.  Mezinárodní album 99 Luftballons, které obsahovalo kombinaci anglických a německých verzí skladeb z prvních dvou německých alb, mělo slušný úspěch a v polovině roku 1984 dosáhlo 31. místa v britské hitparádě.
Album ? (Fragezeichen) se vyrovnalo debutovému albu v tom, že se dostalo na první místo a dalo vzniknout dvěma nejznámějším a nejúspěšnějším singlům skupiny (titulní skladba a „Rette mich“). Kapela rovněž sklidila úspěch s pár písněmi, které nakonec byly zahrnuty na jejich třetím studiovém albu, Feuer und Flamme, nejvíce skladba „Irgendwie, irgendwo, irgendwann“.

## Členové
- Gabriele Susanne Kerner (Nena) – zpěv
- Carlo Karges (zemřel 2002) – kytara, doprovodný zpěv
- Jürgen Dehmel – baskytara, Chapman Stick, klávesy, syntezátor
- Rolf Brendel – bicí, perkuse
- Uwe Fahrenkrog-Petersen – klávesy, syntezátory, keytar, doprovodné a hlavní vokály

## Diskografie

### Studiová alba
- Nena (1983)
- ? (Fragezeichen) (1984)
- Feuer und Flamme (1985)
- Eisbrecher (1986)

### Alba v angličtině
- 99 Luftballons (1984)
- It's All in the Game (1985)

### Kompilace
- Die Band (1991)